# Castillo de Alamín
El castillo de Alamín fue una fortaleza situada en el municipio español de Santa Cruz del Retamar, en la provincia de Toledo.

## Situación
El castillo de Alamín estuvo situado en el municipio de Santa Cruz del Retamar, al norte de la provincia de Toledo (Castilla-La Mancha), sobre un cerro a 60 metros sobre el río Alberche. El castillo servía como punto de vigilancia del paso del río y el puente que lo cruzaba. No quedan restos del castillo ni del puente sobre el río, el último existente quedó desmontado a principios del 2000. Se puede llegar al lugar por la carretera que va desde Santa Cruz del Retamar hasta Méntrida aunque no es posible su visita por ser de titularidad privada.

## Historia
Antes de la construcción del castillo de Alamín existía una vieja fortaleza que fue construida antes del siglo X, ya que es citada en el año 930. La ciudad árabe conocida como Alfahmín, Alhamín o Alamín era una fortificación con murallas y castillo para controlar y vigilar el acceso a la ciudad de Toledo desde el norte. La fortaleza se rindió a Abderramán III y pasó a depender del califato de Córdoba. Las tierras Alamín abarcaban una vasta zona que se extendía a ambos lados del Alberche, donde luego se formaron las villas de La Torre de Esteban Hambrán, Méntrida, Villa del Prado y Santa Cruz del Retamar.
Tras la reconquista de Toledo en 1085, pasó a ser propiedad del rey Alfonso VI. En 1180 el rey Alfonso VIII donó las tierras de Alamín y su castillo al Arzobispado de Toledo. En 1357 Pedro I ordenó la destrucción de la vieja fortaleza que fue reconstruida cuarenta años más tarde, en 1397, por el arzobispo Pedro Tenorio y mandó construir un puente sobre el río Alberche para facilitar el paso a Toledo. Este puente fue demolido años después por Álvaro de Luna, lo que favoreció la despoblación de esa zona.
En 1436 Alamín pasó a ser propiedad de Álvaro de Luna en una permuta de terrenos con el Arzobispado de Toledo a instancias del rey Juan II y más tarde a su viuda Juana de Pimentel. En 1484 el castillo entró a formar parte del patrimonio de los duques del Infantado tras el matrimonio de su hija, María de Luna y Pimentel, con Íñigo López de Mendoza y Luna, segundo duque del Infantado. A partir de ese momento comenzó la decadencia del castillo y su posterior derribo a manos de los vecinos, quedando reducido a ruinas.
En 1841, el castillo volvió a cambiar de dueños. Esta vez, pasó a ser propiedad del ducado de Osuna hasta que en 1886 los terrenos en los que se ubicaba el castillo fueron comprados por el primer marqués de Comillas, Antonio López y López. El castillo de Alamín fue propiedad del Marquesado hasta 1999, año en que el cuarto marqués de Comillas (Alfonso Güell y Martos) vendió la parte de la finca de El Alamín situada en la margen este del río Alberche donde se asentaba el antiguo castillo. Prácticamente no hay restos de esa edificación, actualmente es un palacete del siglo XVII de estilo manchego, reformado elegantemente por su penúltimo propietario Gerardo Díaz Ferrán, exdueño del imperio Marsans y expresidente de la CEOE. La propiedad le fue embargada por los problemas económicos del exempresario vinculados al caso Marsans y adjudicada a Derwick Associate Corporation en 2012. Detrás de este grupo se encuentra la diseñadora de joyas venezolana Lilia López, actual pareja del exmatador de toros Palomo Linares.
El 17 de abril de 1846, Alamín quedó vinculado al término jurisdiccional de Santa Cruz del Retamar por Real Orden.

## Descripción y características
No se conservan restos de este castillo. Los únicos restos que se conservaban fueron usados para la construcción de la mansión que ahora se ubica en su lugar. Al parecer, esta mansión fue construida sobre las ruinas de un muro o lienzo del castillo de Alamín que quedaba, además de parte de una bóveda subterránea.

## Estado de conservación
No se conserva nada de este castillo. La finca sobre la que se ubicaba fue propiedad del empresario Gerardo Díaz Ferrán, y estuvo valorada en un total de 40 millones de euros. En 2012 habría pasado a manos de Alejandro Betancourt López, comprada en una subasta por 22.8 millones de euros. Está bajo la protección de la Declaración genérica del Decreto de 22 de abril de 1949, y la Ley 16/1985 sobre el Patrimonio Histórico Español.